# Mike Green
Michael Kenneth "Mike" Green (McComb, Misisipi, 6 de agosto de 1951) es un exjugador de baloncesto estadounidense que jugó 3 temporadas en la ABA y otras cuatro en la NBA. Con 2,08 metros de altura, lo hacía en la posición de ala-pívot.

## Trayectoria deportiva

### Universidad
Jugó durante cuatro temporadas con los Bulldogs de la Universidad Tecnológica de Luisiana, en las que promedió 22,8 puntos y 15,3 rebotes por partido. Fue elegido Jugador del Año de la Southland Conference en 1973, y esa misma temporada fue también nombrado mejor jugador de la División II de la NCAA. Es el máximo anotador y reboteador histórico de los Bulldogs, con 2340 puntos y 1576 rebotes.

### Profesional
Fue elegido en la cuarta posición del Draft de la NBA de 1973 por Seattle Supersonics, y también por los Indiana Pacers en el draft de la ABA, pero sin embargo acabó firmando con los Denver Rockets de la liga del balón tricolor. En su primera temporada promedió 11,4 puntos y 7,4 rebotes por partido, lo que le valió para ser incluido en el mejor quinteto de rookies.
Al año siguiente, ya con el equipo bajo la denominación Denver Nuggets, se ganó el puesto de titular, acabando la temporada con 17,4 puntos, 9,2 rebotes y 2,1 tapones, siendo el tercer mejor de la liga en este último aspecto, solo superado por Caldwell Jones y Artis Gilmore, ganándose la participación en el All-Star de la ABA, en el cual consiguió 6 puntos y 3 rebotes en la derrota de su conferencia frente a la del Este.
En 1975 sería traspasado, junto con Mack Calvin y Jan van Breda Kolff a los Virginia Squires, a cambio de George Irvine y los derechos sobre David Thompson. Allí viviría una temporada muy convulsa, con hasta cinco entrenadores diferentes a lo largo de la misma, acabando en la última posición en la que iba a ser el último año de la ABA. A pesar de todo fue titular indiscutible, acabando con 17,1 puntos y 9,6 rebotes por partido.
Los Seattle Supersonics todavía conservaban sus derechos sobre el jugador en la NBA, y los hicieron valer fichándole en la temporada 1976-77. Pero en la nueva competición vio reducidos sus minutos de juego, así como su aportación al equipo a casi la mitad, suiendo traspasado una vez comenzada la temporada siguiente a San Antonio Spurs a cambio de una futura segunda ronda del draft. Allí se tuvo que conformar con los minutos que le dejaba en pista el ala-pívot titular, Billy Paultz. Antes del comienzo de la temporada 1979-80 fue enviado a Kansas City Kings, donde jugaría sus últimos 22 partidos como profesional. Acabó su carrera con unos promedios de 11,5 puntos y 6,9 rebotes por partido, siendo el séptimo jugador que más tapones puso en la ABA, con 380.

## Estadísticas de su carrera en la NBA y la ABA

### Temporada regular
| Temporada | Edad | Equipo      | Liga  | P   | TIT | MIN  | TC  | TCA  | %TC  | 3P  | 3PA | %3P  | TL  | TLA | %TL  | R.OF. | R.DEF. | REB | ASIS | ROB | TAP | PER | FP  | PTS  |
| 1973-74   | 22   | Denver      | ABA   | 79  |     | 20.9 | 4.6 | 10.1 | .459 | 0.0 | 0.0 | .500 | 2.1 | 2.9 | .748 | 2.8   | 4.5    | 7.4 | 0.8  | 0.6 | 1.6 | 1.6 | 2.4 | 11.4 |
| 1974-75   | 23   | Denver      | ABA   | 81  |     | 31.6 | 7.3 | 13.5 | .542 | 0.0 | 0.0 | .000 | 2.8 | 3.8 | .738 | 3.5   | 5.8    | 9.2 | 1.2  | 1.0 | 2.1 | 2.5 | 3.3 | 17.4 |
| 1975-76   | 24   | Virginia    | ABA   | 54  |     | 31.8 | 7.1 | 15.4 | .463 | 0.0 | 0.1 | .000 | 2.9 | 3.7 | .778 | 3.6   | 6.0    | 9.6 | 1.5  | 1.3 | 1.5 | 2.5 | 3.5 | 17.1 |
| 1976-77   | 25   | Seattle     | NBA   | 76  |     | 25.4 | 3.8 | 8.7  | .441 |     |     |      | 2.2 | 3.1 | .706 | 2.5   | 4.1    | 6.6 | 1.6  | 0.6 | 1.7 |     | 2.6 | 9.8  |
| 1977-78   | 26   | TOTAL       | NBA   | 72  |     | 19.2 | 3.3 | 7.1  | .463 |     |     |      | 1.5 | 2.0 | .754 | 1.8   | 3.2    | 5.0 | 1.1  | 0.4 | 1.4 | 1.5 | 2.7 | 8.1  |
| 1977-78   | 26   | Seattle     | NBA   | 9   |     | 27.8 | 4.8 | 9.7  | .494 |     |     |      | 2.3 | 3.4 | .677 | 2.4   | 3.7    | 6.1 | 1.1  | 0.7 | 1.4 | 2.4 | 2.9 | 11.9 |
| 1977-78   | 26   | San Antonio | NBA   | 63  |     | 18.0 | 3.1 | 6.8  | .457 |     |     |      | 1.4 | 1.8 | .775 | 1.7   | 3.1    | 4.8 | 1.0  | 0.4 | 1.4 | 1.3 | 2.7 | 7.6  |
| 1978-79   | 27   | San Antonio | NBA   | 76  |     | 21.6 | 3.1 | 6.3  | .493 |     |     |      | 1.3 | 1.9 | .701 | 1.7   | 2.9    | 4.7 | 1.5  | 0.5 | 1.6 | 1.2 | 3.0 | 7.5  |
| 1979-80   | 28   | Kansas City | NBA   | 21  |     | 21.9 | 3.3 | 7.6  | .434 | 0.0 | 0.1 | .000 | 1.1 | 2.0 | .571 | 1.7   | 3.7    | 5.4 | 1.3  | 0.6 | 1.0 | 1.7 | 2.6 | 7.7  |
| Total     |      |             | TOTAL | 459 |     | 24.7 | 4.7 | 9.9  | .480 | 0.0 | 0.1 | .083 | 2.1 | 2.8 | .732 | 2.6   | 4.3    | 6.9 | 1.3  | 0.7 | 1.6 | 1.8 | 2.9 | 11.5 |
|           |      |             | NBA   | 245 |     | 22.1 | 3.4 | 7.4  | .460 | 0.0 | 0.1 | .000 | 1.6 | 2.3 | .707 | 2.0   | 3.4    | 5.4 | 1.4  | 0.5 | 1.5 | 1.4 | 2.8 | 8.4  |
|           |      |             | ABA   | 214 |     | 27.7 | 6.3 | 12.7 | .493 | 0.0 | 0.0 | .100 | 2.6 | 3.4 | .752 | 3.3   | 5.4    | 8.7 | 1.2  | 0.9 | 1.8 | 2.2 | 3.0 | 15.1 |

### Playoffs
| Temporada | Edad | Equipo      | Liga  | P  | MIN  | TCA | TC  | 3PA | 3P | TLA | TL | R.OF. | REB | ASIS | ROB | TAP | PER | FP  | PTS | %TC  | %3P  | %FT  | MIN  | PTS  | REB | AST |
| 1973-74   | 23   | Denver      | ABA   | 13 | 487  | 112 | 226 | 0   | 1  | 53  | 60 | 54    | 121 | 14   | 10  | 21  | 27  | 51  | 277 | .496 | .000 | .883 | 37.5 | 21.3 | 9.3 | 1.1 |
| 1977-78   | 26   | San Antonio | NBA   | 6  | 174  | 28  | 58  |     |    | 9   | 10 | 17    | 44  | 11   | 5   | 16  | 8   | 21  | 65  | .483 |      | .900 | 29.0 | 10.8 | 7.3 | 1.8 |
| 1978-79   | 27   | San Antonio | NBA   | 14 | 350  | 48  | 114 |     |    | 14  | 21 | 35    | 73  | 11   | 13  | 35  | 18  | 59  | 110 | .421 |      | .667 | 25.0 | 7.9  | 5.2 | 0.8 |
| Total     |      |             | TOTAL | 33 | 1011 | 188 | 398 | 0   | 1  | 76  | 91 | 106   | 238 | 36   | 28  | 72  | 53  | 131 | 452 | .472 | .000 | .835 | 30.6 | 13.7 | 7.2 | 1.1 |
|           |      |             | NBA   | 20 | 524  | 76  | 172 |     |    | 23  | 31 | 52    | 117 | 22   | 18  | 51  | 26  | 80  | 175 | .442 |      | .742 | 26.2 | 8.8  | 5.9 | 1.1 |
|           |      |             | ABA   | 13 | 487  | 112 | 226 | 0   | 1  | 53  | 60 | 54    | 121 | 14   | 10  | 21  | 27  | 51  | 277 | .496 | .000 | .883 | 37.5 | 21.3 | 9.3 | 1.1 |